# Arkadiusz Skrzypaszek
Arkadiusz Skrzypaszek (n. 20 aprilie 1968, Oświęcim, voievodatul Polonia Mică, Polonia) este un sportiv ce a reprezentat Polonia, medaliat olimpic. A participat la 2 ediții ale Jocurilor Olimpice (1988, 1992) în care a câștigat o medalie de aur.